# هیدروکسید تالیم (I)
هیدروکسید تالیم (I) (به انگلیسی: Thallium(I) hydroxide) با فرمول شیمیایی TlOH یک ترکیب شیمیایی با شناسه پاب‌کم ۱۶۰۹۶۳ است. که جرم مولی آن 221.390 g/mol می‌باشد. شکل ظاهری این ترکیب، زرد سوزنی است.